# هنر سومری
هنر سومری از کهن‌ترین دوره‌های هنری تاریخ بشر است. از آثار هنری این تمدن می‌توان به زیگورات اوروک (معبد سفید اوروک) (۳۵۰۰–۳۰۰۰ ق. م) اشاره کرد. بانی این زیگورات اورنامو است. در اصل سومری‌ها اولین زیگورات‌ها را تأسیس کردند. از آثار هنری مهم دیگر تمدن سومر پیکرهای سنگی است. سردیس ایزدبانوی اوروک (وارکا) (۳۵۰۰–۳۰۰۰ ق. م)، پیکره‌های معبد ابو در تل اسمر (۲۷۰۰–۲۵۰۰ ق. م) و پیکر بز نر و درخت از چوب و طلا و لاجورد (۲۶۰۰ ق. م) از جمله این آثار هستند. الواح گلی با قدمت بیش از ۳۲۰۰ سال پیش از میلاد از این تمدن به دست آمده‌است. این پیکره‌ها همگی چشمان بزرگی دارند. چراکه چشم از دید مردم میان‌رودان دریچهٔ روح بوده‌است. از دیگر آثار تمدن سومر می‌توان به منبت‌کاری روی کاسه چنگ در اور (۲۶۰۰ ق. م) اشاره کرد. این منبت‌کاری حالتی روایی دارد. در مجموع می‌توان گفت آثار تمدن سومری حالتی اسطوره‌ای و فرازمینی دارند.

## هنر دوره دوم سومر
پس از برافتادن تمدن اکد، سومری‌ها با پادشاهی فردی خردمند به نام گودآ قدرت یافتند. گودآ، قدرت را تنها ازآن خدایان می‌دانست. از این رو اعتقاد داشت که حاکم نمایندهٔ خدایانست. او همواره لباس‌های ساده می‌پوشید. تندیس‌های زیادی از گودآ باقی مانده‌است. در این تندیس هم گودآ دستانش را در جلوی سینه به هم فشرده‌است. او کلاهی بافته شده بر سر دارد. اصولاً هنر سومر جدید بسیار ساده است و نوعی رجعت به الگوهای اسطوره‌ای قبلی محسوب می‌شود.

## فهرست منابع
- مرزبان، پرویز، خلاصه تاریخ هنر، انتشارات علمی و فرهنگی، ۱۳۸۳
- ذکرگو، امیر حسین و دیگران، سیر هنر در تاریخ، انتشارات مدرسه، ۱۳۸۲